# أنتوني توماس سميث
أنتوني توماس سميث (بالإنجليزية: Anthony Thomas Smith)‏ هو سياسي بريطاني، ولد في 21 يونيو 1935، وتوفي في 15 سبتمبر 2017.